# Forførerens fald
Forførerens fald er en dansk portrætfilm fra 2008 med instruktion og manuskript af Frank Piasecki Poulsen og Laurits Munch-Petersen.

## Handling
Dagbladet Dagen startede med kæmpe armbevægelser, men endte som en fiasko efter bare 42 dage. Nu fortæller manden bag Dagen, Peter Linck, for første gang sin version af historien. I en blanding af arkivmateriale og rekonstruktion fremstiller de to instruktører aviskometens nedtur og skildrer Peter Lincks personlige krise med familien og et gradvist krakelerende selvbillede. Det er historien om valget mellem karrieren og familien, om at satse alt og miste det hele.